# 기생꽃
기생꽃은 한국 북부지방에서 자라는 여러해살이풀로 줄기는 가늘고 곧게 서며, 잎은 어긋나고 거꿀달걀꼴·바소
꼴 또는 달걀꼴이다. 잎이 다수이고 아래잎은 줄기잎과 같은 모양이나 소형이다. 꽃은 잎맥에서 가늘고 긴 꽃자루가 나와 1-3송이가 피고, 꽃부리는 5갈래로 깊게 갈라져있다. 조각은 넓은 타원형이고 끝이 날카로우며 7개의 수술과 1개의 암술이 있다. 꽃받침은 7갈래로 깊게 갈라졌으며 조각은 좁은 바소꼴이다. 열매는 삭과로 작은 공모양이고 지름 2.5-3mm이다. 꽃은 백색으로 7-8월에 피면 높은 산에 난다.

## 변종
- 참기생꽃 Trientalis europaea L. var. europaea
- 기생꽃 Trientalis europaea var. arctica (Fisch.) Ledeb.

1. ↑  국립생물자원관. “기생꽃”. 《한반도의 생물다양성》. 대한민국 환경부.